# Bardevit
Bardevit (den hvide sanger) er frihedens, handelens og de fems sansers gud i vendisk mytologi. Han havde fem hoveder og blev tilbedt i Wolgast.
| Mytologi | Spire Denne artikel om mytologi er en spire som bør udbygges. Du er velkommen til at hjælpe Wikipedia ved at udvide den. |